# Cyphodemidea
Cyphodemidea is een geslacht van wantsen uit de familie van de Miridae (Blindwantsen). Het geslacht werd voor het eerst wetenschappelijk beschreven door Odo Reuter in 1903.

## Soorten
Het genus bevat de volgende soorten:

- Cyphodemidea saundersi (Reuter, 1896)
- Cyphodemidea variegata Reuter, 1903